# Novi di Modena
Novi di Modena é uma comuna italiana da região da Emília-Romanha, província de Modena, com cerca de 10.396 habitantes. Estende-se por uma área de 51 km², tendo uma densidade populacional de 204 hab/km². Faz fronteira com Carpi, Cavezzo, Concordia sulla Secchia, Moglia (MN), Rolo (RE), San Possidonio.

## Demografia
| Variação demográfica do município entre 1861 e 2011                               |
|                                                                                   |
| Fonte: Istituto Nazionale di Statistica (ISTAT) - Elaboração gráfica da Wikipedia |